# Gmina Temal
Gmina Temal (alb. Komuna Temal) – gmina położona w północno-zachodniej części kraju. Administracyjnie należy do okręgu Szkodra w obwodzie Szkodra. Jej powierzchnia wynosi 10180 ha. W 2012 roku populacja wynosiła 2503 mieszkańców. 
W skład gminy wchodzi dziesięć wsi: Koman, Qerret, Arre, Vile, Telum, Kllogjen, Malagji-Kajvall, Toplane, Serme, Gusht.